# Richard J. Evans

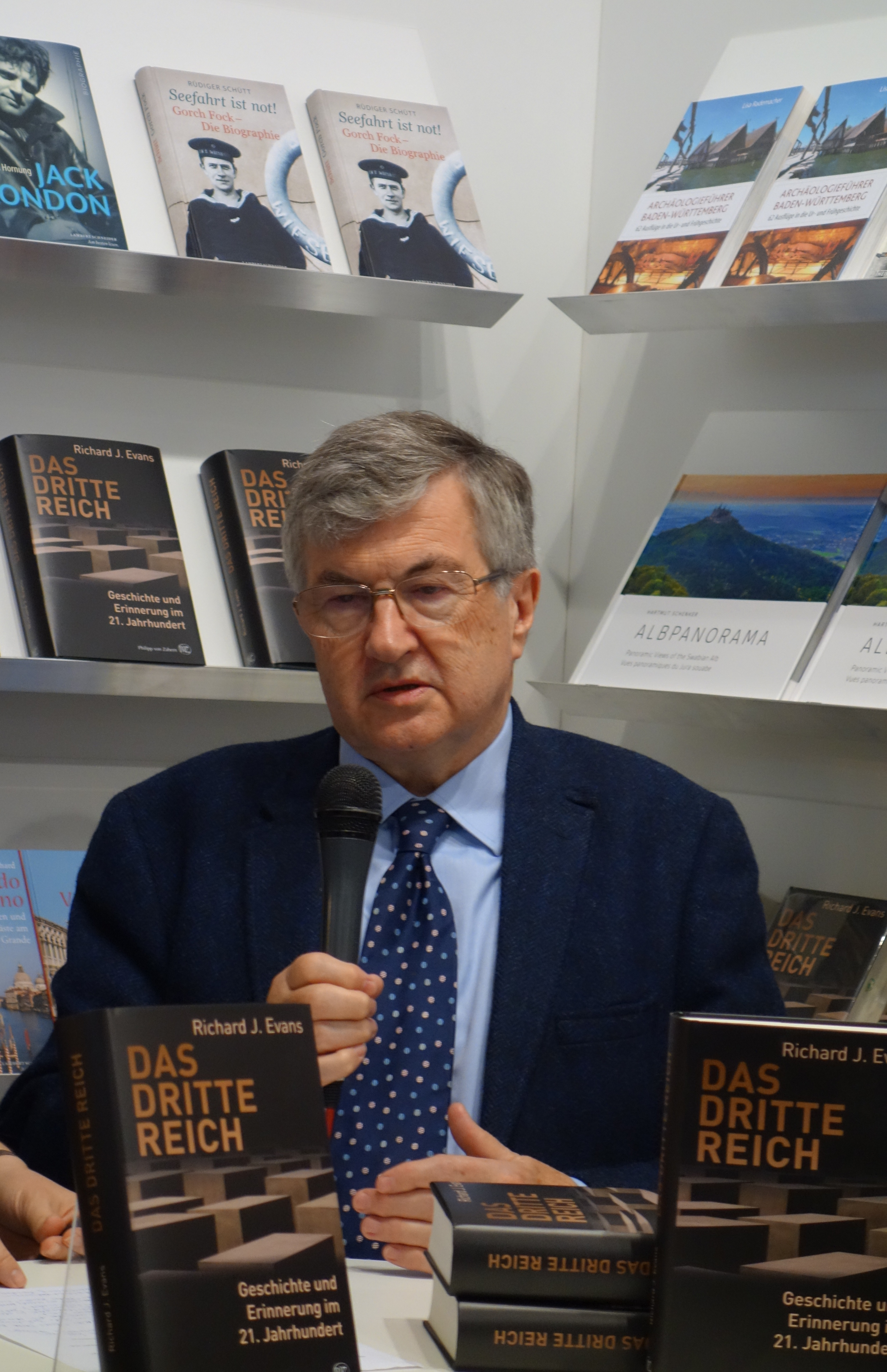
Richard J. Evans (2016)

Sir Richard John Evans (* 29. September 1947 in Woodford Green, Essex, heute zu London) ist ein britischer Historiker, der zahlreiche Arbeiten zur deutschen Geschichte des 19. und 20. Jahrhunderts publiziert hat.

## Leben
Nach dem Studium der Geschichte wurde Richard J. Evans 1972 am St Antony’s College der Universität Oxford promoviert. Danach war er von 1972 bis 1976 Lecturer an der University of Stirling in Schottland. Von 1976 bis 1989 lehrte er Europäische Geschichte an der University of East Anglia, zunächst als Lecturer, seit 1983 als Professor. 1989 wechselte Richard Evans an die University of London, wo er bis 1998 als Professor Geschichte am Birkbeck College lehrte. Seit 1998 ist er Professor für Moderne Geschichte an der Universität Cambridge.
2008 wurde Evans zum Regius Professor of Modern History (ab 2010 Regius Professor of History) an der Universität Cambridge ernannt. Der Posten wird im Namen des britischen Monarchen vom Premierminister verliehen und geht auf das Jahr 1724 zurück. Sein Nachfolger als Regius Professor wurde 2014 Christopher Clark. Seit Oktober 2010 ist Evans Präsident des Wolfson College (Cambridge).
2000 wurde er Fellow der Royal Society of Literature. 2012 wurde Evans von Königin Elisabeth II. zum Knight Bachelor ernannt. 2015 wurde er als ordentliches Mitglied in die Academia Europaea gewählt. Im selben Jahr erhielt er die Leverhulme-Medaille der British Academy, deren Mitglied er seit 1993 ist. 2022 wurde er Ehrenmitglied der Österreichischen Akademie der Wissenschaften.
Seine Werke zur deutschen Geschichte des 19. und 20. Jahrhunderts wurden unter anderem mit dem „Wolfson Literary Award for History“ und der Medaille für Kunst und Wissenschaft der Freien und Hansestadt Hamburg ausgezeichnet. Mit Tod in Hamburg (Death in Hamburg, 1987; deutsch 1990) verfasste er eine detaillierte Analyse der Hamburger Choleraepidemie von 1892. Sein Rituale der Vergeltung (Rituals of Retribution, 1996; deutsch 2001) ist eine monumentale Monographie über die Entwicklung der Todesstrafe in Deutschland seit der Carolina 1532 unter rechtlichen, kulturgeschichtlichen und soziologischen Aspekten. Es wird als Standardwerk zur Thematik angesehen.
Größere Bekanntheit und Medienpräsenz erlangte Evans im Prozess um David Irving (2000), in dem er als Gutachter auftrat und Irving nachwies, dass dieser wissentlich unwahre Behauptungen über historische Tatsachen wie die Opferzahlen bei der Bombardierung Dresdens oder den Holocaust aufstellte. Seine Betrachtungen zur Streitfrage veröffentlichte er im Buch Telling Lies about Hitler (deutsch Der Geschichtsfälscher, 2001).
Zwischen 2003 und 2008 veröffentlichte Evans eine dreibändige Geschichte des Dritten Reiches, die in zahlreiche Sprachen übersetzt wurde.
2020 folgte eine Arbeit über Verschwörungstheorien mit Bezug auf die NS-Zeit. Darin analysierte Evans die Protokolle der Weisen von Zion, die Dolchstoßlegende, den Reichstagsbrand, Rudolf Heß’ Flug nach Großbritannien 1941 und die Gerüchte, Hitler hätte das Kriegsende überlebt. Das Buch wurde positiv rezensiert.

## Schriften (Auswahl)

### Als Autor
- The Feminist Movement in Germany, 1894–1933 (= Sage studies in 20th century history. Bd. 6). 2. Aufl. Sage Publ., London 1978, ISBN 0-8039-9951-8.
- The Feminists. Women’s Emancipation Movements in Europe, America and Australasia, 1840–1920. Croom Helm, London 1977, ISBN 0-06-492044-5; wieder: Routledge, Chapman & Hall, Milton Park 2013.
- Women and Social Democracy in Imperial Germany. London 1978.
  - Sozialdemokratie und Frauenemanzipation im deutschen Kaiserreich (= Internationale Bibliothek. Bd. 119). Dietz, Berlin 1979, ISBN 3-8012-1119-3.
- Rethinking German History. Nineteenth-Century Germany and the Origins of the Third Reich. Harper Collins Academic, London 1991, ISBN 0-04-943051-3 (Nachdruck der Ausgabe London 1987).
- Comrades and Sisters. Feminism, Socialism, and Pacifism in Europe, 1870–1945. Wheatsheaf Books, Brighton, Sussex 1987, ISBN 0-7450-0271-4.
- Death in Hamburg. Society and Politics in the Cholera Years, 1830–1910. Clarendon Press, Oxford 1987, ISBN 0-19-822864-3. Penguin Books Paperback 2005, ISBN 0-14-303636-X. Auf Deutsch als:
  - Tod in Hamburg. Stadt, Gesellschaft und Politik in den Cholera-Jahren 1830–1910. Rowohlt, Reinbek 1990, ISBN 3-498-01648-2.[8]
- In Hitler’s Shadow. West German Historians and the Attempt to Escape from the Nazi Past. I. B. Tauris, London 1989, ISBN 1-85043-146-9. Auf Deutsch als:
  - Im Schatten Hitlers? Historikerstreit und Vergangenheitsbewältigung in der Bundesrepublik. Suhrkamp, Frankfurt/M. 1991, ISBN 3-518-11637-1.
- Proletarians and Politics. Socialism, Protest, and the Working Class in Germany Before the First World War. St. Martin’s Press, New York 1990, ISBN 0-312-05652-4.
- Rituals of Retribution. Capital Punishment in Germany 1600–1987. Oxford University Press, New York 1996, ISBN 0-19-821968-7. Auf Deutsch als:
  - Rituale der Vergeltung. Die Todesstrafe in der deutschen Geschichte 1532–1987. Kindler, Berlin 2001, ISBN 3-463-40400-1. – Unveränderte Neuausgabe: Wissenschaftliche Buchgesellschaft, Darmstadt 2020, ISBN 978-3-534-27228-0.
- Rereading German History. From Unification to Reunification, 1800–1996. Routledge, London 1997, ISBN 0-415-15900-8.
- Tales from the German Underworld. Crime and Punishment in the Nineteenth Century. Yale University Press, New Haven, Conn. 1998, ISBN 0-300-07224-4. Auf Deutsch als:
  - Szenen aus der deutschen Unterwelt. Verbrechen und Strafe 1800–1914. Rowohlt, Reinbek 1996, ISBN 3-499-60522-8.
- In Defense of History. W. W. Norton, New York 1999, ISBN 0-393-04687-7.
  - Fakten und Fiktionen. Über die Grundlagen historischer Erkenntnis. Campus, Frankfurt 1998, ISBN 3-593-36058-6.
- Telling Lies About Hitler. The Holocaust, History and the David Irving Trial. Verso Books, London 2002, ISBN 1-85984-417-0.[9]
  - Der Geschichtsfälscher. Holocaust und historische Wahrheit im David-Irving-Prozess. Campus, Frankfurt 2001, ISBN 3-593-36770-X.
- The Third Reich Trilogy. Allen Lane, London.
  1. The Coming of the Third Reich. 2003, ISBN 0-7139-9648-X.
  2. The Third Reich in Power. 1933–1939. 2005, ISBN 1-59420-074-2.
  3. The Third Reich at War. How the Nazis Led Germany from Conquest to Disaster. 2008, ISBN 978-0-7139-9742-2.

  - Das Dritte Reich. DVA, München
    1. Aufstieg. 2004, ISBN 3-421-05652-8.
    2. Diktatur. 2007, ISBN 978-3-421-05653-5.
    3. Krieg. 2009, ISBN 978-3-421-05800-3.
- Cosmopolitan Islanders. British Historians and the European Continent. CUP, Cambridge 2009, ISBN 978-0-521-19998-8.
- Arbeiterklasse und Volksgemeinschaft. Zur Diskussion um Anpassung und Widerstand in der deutschen Arbeiterschaft 1933–1945 (= Gesprächskreis Geschichte. Bd. 84). Friedrich-Ebert-Stiftung, Bonn 2010, ISBN 978-3-86872-348-9.
- Altered pasts. Counterfactuals in History. Brandeis University Press, Waltham (Mass.) 2013, ISBN 978-1-61168-537-4.
  - Veränderte Vergangenheiten. Über kontrafaktisches Erzählen in der Geschichte. Deutsche Verlagsanstalt, München 2014, ISBN 978-3-421-04650-5.
- The Third Reich in History and Memory. Little Brown, 2015.
  - Übersetzung Thomas Bertram: Das Dritte Reich. Geschichte und Erinnerung im 21. Jahrhundert. Philipp von Zabern, Darmstadt 2016, ISBN 978-3-8053-5035-8.
- The Pursuit of Power. Europe, 1815–1914. Allen Lane, Toronto 2016.
  - Das europäische Jahrhundert. Deutsche Verlagsanstalt, München 2018, ISBN 978-3-421-04733-5.
- Eric Hobsbawm: A Life in History. London 2019, ISBN 978-1-4087-0742-5.
- The Hitler Conspiracies. The Third Reich and the Paranoid Imagination. Allan Lane, London 2020, ISBN 978-0-241-41346-3.
  - Das Dritte Reich und seine Verschwörungstheorien. Wer sie in die Welt gesetzt hat und wem sie nutzen – Von den „Protokollen der Weisen von Zion“ bis zu Hitlers Flucht aus dem Bunker. Übersetzung Klaus-Dieter Schmidt. DVA, München 2021, ISBN 978-3-421-04867-7.
- Hitler’s People: The Faces of the Third Reich. Allen Lane, London 2024, ISBN 978-0-241-47150-0.

### Als Herausgeber
- Society and Politics in Wilhelmine Germany. Croom Helm, London 1980, ISBN 0-85664-347-5 (Nachdruck der Ausgabe London 1978).
- The German Family. Essays on the Social History of the Family in Nineteenth and Twentieth-Century Germany. Croom Helm, London 1981, ISBN 0-7099-0067-8 (zusammen mit William R. Lee).
- The German Working Class, 1888–1933. The Politics of Everyday Life. Croom Helm, London 1982, ISBN 0-7099-0431-2.
- The German Peasantry. Conflict and Community in Rural Society from the Eighteenth to the Twentieth Centuries. Croom Helm, London 1986, ISBN 0-7099-0932-2 (zusammen mit William R. Lee).
- The German Unemployed. Experiences and Consequences of Mass Unemployment from the Weimar Republic to the Third Reich. Croom Helm, London 1987, ISBN 0-7099-0941-1 (zusammen mit Dick Geary).
- The German Underworld. Deviants and Outcasts in German History. Routledge, London 1988, ISBN 0-415-00367-9.
- The German Bourgeoisie. Essays on the Social History of the German Middle Class from the Late Eighteenth to the Early Twentieth Century. Routledge, London 1991, ISBN 0-415-09358-9 (zusammen mit David Blackbourn).
- Kneipengespräche im Kaiserreich. Stimmungsberichte der Hamburger Politischen Polizei 1892–1914. Rowohlt, Reinbek 1989, ISBN 3-499-18529-6.